# Bogotah
Bogotah é uma banda brasileira de metal de São Gonçalo, Rio de Janeiro.
Formada em 2013, a banda lançou um EP em 2014 e dois álbuns completos, o primeiro em 2016 e o segundo em 2019. Suas principais influências são Iron Maiden, Metallica, Black Sabbath, Slipknot, Motörhead, Alice in Chains, Trivium e Sepultura, produzindo um som que mistura heavy metal, groove metal, rock n' roll clássico e stoner rock.

## Biografia

### O início (2013 - 2015)
Formada em junho de 2013 por amigos que se conheceram na cena de bandas independentes de São Gonçalo e Niterói, a Bogotah lançou o primeiro single no mesmo ano de formação. O webclipe de "Bem-Vindo à Cidade" foi lançado em outubro e os primeiros shows da banda aconteceram em dezembro. Estes deram início à turnê de apresentação da banda por cidades da região metropolitana do Rio de Janeiro, sendo finalizada no Festival Grito Rock na cidade de Teresópolis em 2014.
Em abril de 2014 a banda lançou o seu primeiro EP, auto-intitulado. A turnê deste disco levou a Bogotah a tocar no II Rio Moto Festival no Terreirão do Samba e em festivais importantes por todo o RJ. A turnê foi encerrada com uma apresentação acústica no primeiro festival de bandas independentes em uma rádio FM no Brasil.

### Um Brinde ao Fim do Mundo (2016 - 2017)
Entre maio e dezembro de 2015 a banda gravou o primeiro álbum completo. O disco, lançado em janeiro de 2016, é conceitual e traz a história de uma pessoa que se arrepende de trabalhar e acreditar em um governo totalitário e junta-se aos insurgentes para buscar a liberdade do seu povo. Com o lançamento desse álbum, a banda foi convidada para tocar no Grito Rock novamente, dessa vez em Minas Gerais. O álbum recebeu críticas positivas da imprensa especializada e foi divulgado em diversos veículos de comunicação nacional, como Rádio Cidade, Jornal O Fluminense, Whiplash e rádios web. A banda foi apontada como uma grande promessa de sucesso fora do seu país pelo site inglês Global Metal Apocalypse e foi convidada a ser representante brasileira em uma coletânea de bandas da revista portuguesa Ultraje, que rodou a Europa.
No segundo semestre de 2016 a banda lançou sua cerveja própria, a Bogobeer, tocou no Festival Dia da Música  e lançou o primeiro clipe oficial, da música "Eu Sou O Caos". No final do ano a banda figurou na coletânea Metal Box do site argentino El Bunker Del Metal. Durante o ano de 2016 a Bogotah continuou fazendo turnê pelo país divulgando o álbum.
No início de 2017 a banda se apresentou duas vezes na Maré gravando um clipe ao vivo ainda não lançado. Essa apresentação marcou a estreia do guitarrista Amando Puente que acabara de entrar na banda. Tocou em diversos eventos pelo RJ  e foi uma das finalistas para abrir o show do Evanescence em São Paulo  num concurso da Rádio Rock. 
No final do primeiro semestre a banda foi uma das principais atrações do Grito Rock Attack   e foi convidada a abrir um show do Matanza (banda) em sua cidade natal  . Para finalizar a primeira metade do ano, sendo uma das principais atrações do palco São Gonçalo do Dia da Música 2017, a banda executou seu álbum de estreia na íntegra .
No início do segundo semestre foi indicada pelo jornal O São Gonçalo como um dos expoentes de rock da região  e lançou seu segundo clipe, da música "Liberdade . A banda seguiu fazendo shows importantes como na Semana do Rock em Mesquita/RJ  , Caxias Music Festival (no mesmo festival que bandas como Zero, Finis Africae, Baleia e Uns e Outros)  e abrindo um show da banda Metalmorphose no Rio de Janeiro . A Bogotah foi destaque musical da edição de aniversário da cidade de São Gonçalo do Jornal Extra e apontada como uma das promessas da região  Em novembro a banda anunciou os três últimos shows da turnê do "Um Brinde Ao Fim do Mundo".

### Crônicas Sobre O Abismo (2018 - atualmente)
A banda entrou em estúdio em janeiro de 2018 para a pré-produção do novo disco e as gravações começaram em abril. Durante todo o ano de 2018 a banda se manteve em estúdio trabalhando no sucessor do primeiro álbum. Em setembro anunciaram que a partir daquele momento eram parte da MS Metal Records o que garantiria distribuição nacional e internacional do novo disco, sobretudo em mercados europeus e asiáticos. 
No início de 2019 a banda foi selecionada para fazer parte de uma coletânea da MS Metal Europe que foi distribuída por todo continente europeu. No primeiro semestre a banda finalizou as gravações do segundo álbum, "Crônicas Sobre O Abismo", anunciado oficialmente em junho de 2019 e lançado em novembro do mesmo ano.
Em novembro de 2019 foi anunciada a saída do baterista Davi Hermsdorff do grupo. Segundo a banda, ele precisou se mudar para outro estado por motivos profissionais, ou seja, não houve nenhum problema pessoal. A banda também anunciou que o baterista Marcelo Branco assumiria o posto de baterista. Em dezembro de 2021 o baixista Rodrigo Cunha também deixa a banda para a entrada de Heron Barros. Mais uma vez, por motivos profissionais, o músico também não conseguiu conciliar as atividades da banda com o novo trabalho em outro estado. 
Em 2023 a banda lançou um clipe para a música Anacronia e encontra-se em turnê de divulgação do último álbum.

## Discografia
Álbuns de estúdio
- Um Brinde Ao Fim do Mundo (2016)
- Crônicas Sobre O Abismo (2019)

EP
- Bogotah (2014)

## Videoclipes
- 2016 - Eu Sou O Caos
- 2017 - Liberdade
- 2020 - Viral
- 2023 - Anacronia
- 2023 - Escarlate

## Integrantes
- Renan Lynx - vocal (2013 - presente)
- Amando Puente - guitarra (2017 - presente)
- Igor Figueiredo - guitarra (2013 - presente)
- Heron Barros - baixo (2022 - presente)
- Marcelo Branco - bateria (2019 - presente)